# Promavia F.1300 Jet Squalus
Promavia F.1300 Jet Squalus – dwumiejscowy belgijski samolot szkolno-treningowy, zaprojektowany przez włoskiego inżyniera Stelia Fratiego. Maszyna bez sukcesów brała udział w konkursie ogłoszonym przez US Air Force na nowy samolot szkolno-treningowy z napędem odrzutowym Next Generation Trainer (NGT).

## Historia
W połowie lat 80. XX wieku grupa przemysłowców utworzyła przedsiębiorstwo Promavia, którego celem była budowa prostego w obsłudze i taniego w eksploatacji i budowie samolotu szkolno-treningowego z napędem odrzutowym. Przeprowadzone badania rynkowe wskazywały, że konstrukcja spełniające takie założenia ma szanse odnieść spory sukces rynkowy. Projekt samolotu powstał w latach 1983–1984 a jego głównym konstruktorem był dr Stelio Frati, który miał już na swoim koncie bardzo udany samolot Aermacchi SF.260. W 1986 roku na Farnborough International Airshow zaprezentowano publicznie gotowy prototyp. Rok później, 30 kwietnia maszyna (I-SQAL) po raz pierwszy wzniosła się w powietrze. Niestety intensywna kampania promocyjna nowego samolotu w Europie, Stanach Zjednoczonych i Kanadzie nie przyniosła spodziewanych rezultatów i maszyna pozostała na etapie prototypu. Dalsze modyfikacje samolotu realizowane we współpracy z Boeingiem oraz rosyjskim MiG-iem, mające zwiększyć jego atrakcyjność rynkową, polegającą na zaprojektowaniu wersji szturmowej, patrolowej i rozpoznawczej również zakończyły się fiaskiem. Ostatecznie Promavia ogłosiła upadłość a cały projekt został przejęty przez kanadyjską wytwórnie Alberta Aerospace Corporation, która miała zamiar poddać samolot dalszym modyfikacjom tworząc nową konstrukcję znaną pod nazwą Phoenix FanJet. W 2002 roku Lockhed Martin Aeronautics podpisał z Instytutem Lotnictwa w Warszawie umowę o współpracy w ramach której, Instytut miał wziąć udział w projektowaniu, próbach i rozwoju samolotu FanJet.

## Konstrukcja
Jet Squalus był dwumiejscowym, wolnonośnym dolnopłatem, napędzanym pojedynczym silnikiem turbowentylatorowym Garrett TFE109-3. Kabina pilotów siedzących obok siebie zaopatrzona była w wyrzucane fotele firmy Martin-Baker i awionikę Collinsa dzięki czemu maszyna była zdolna do lotów w każdych warunkach atmosferycznych. Kadłub o konstrukcji półskorupowej z dyszą wylotową silnika znajdującą się pod nim. Podwozie chowane, przednie do wnęki w kadłubie, główne do wnęk w skrzydłach. Skrzydła proste o trapezowym obrysie i niewielkim wzniosie. U nasady skrzydeł, po obu stronach kadłuba znajdowały się wloty powietrza do silnika. Usterzenie klasyczne, wolnonośne.